# Compagnie royale d'Afrique
Ne pas confondre avec Royal African Company (ou Compagnie royale d'Afrique en français), fondée en 1672 par les Anglais
La Compagnie royale d'Afrique est une compagnie coloniale française.

## Historique
Elle est l'une des nombreuses compagnies coloniales françaises qui fut fondée en 1560 dans le but de faire du commerce en Afrique du Nord.

Après avoir été dissoute en 1710, elle fut reformée en 1741 par un édit de Louis XV. Cette société au capital énorme, dont le siège était à Marseille, acheta avec ses équipements, le Bastion  de France situé près de Bône à la frontière algéro-tunisienne. Dans la seconde moitié du XVIIIe siècle, le commerce français fut très prospère en Algérie. La Compagnie royale d'Afrique garda l'exploitation des concessions d'Afrique pendant près de 60 ans, de 1740 à 1793.
Elle fut la seule entreprise de l’Ancien régime à verser des dividendes à ses actionnaires, vu ses activités très lucratives et son monopole avec l’Algérie, pour le blé et aussi pour le corail .
La compagnie sera supprimée définitivement comme ses consœurs sous la Révolution, après avoir été renommée l'Agence d'Afrique.